# Démission en droit du travail français
En droit du travail français, la démission   est un mode de rupture d'un mandat impératif ou représentatif à l'initiative du seul mandaté, ou celle du contrat de travail à l'initiative du seul salarié.
La démission d'un salarié a pour conséquence de le priver ensuite d'indemnités de chômage, ce qui n'est pas le cas s'il opte pour une rupture conventionnelle acceptée par son employeur.
Le Code du travail ne donne aucune définition précise de la démission, mais classe les dispositions relatives à la démission dans la section consacrée aux modes de rupture à l'initiative du salarié.
Pour pallier l'absence de définition légale, la jurisprudence et la doctrine ont proposé plusieurs définitions qui permettent de distinguer la démission des autres notions connexes, tel que le départ à la retraite ou la prise d'acte de la rupture par le salarié.
Selon la jurisprudence de la Cour de cassation, « la démission est un acte unilatéral par lequel le salarié manifeste de façon claire et non équivoque sa volonté de mettre fin au contrat de travail ».
La doctrine distingue quatre caractères qui permettent de qualifier une démission :
- la rupture d'un contrat de travail à durée indéterminée ;
- le caractère unilatéral de la rupture du contrat de travail, à l'initiative exclusive du salarié ;
- la volonté non équivoque de rompre le contrat de travail ;
- une volonté de rompre le contrat de travail en raison de convenances personnelles du salarié.

De fait, la démission en tant qu'acte juridique n'existe pas pour les contrats à durée déterminée, les contrats d'intérim, les contrats de professionnalisation ou les stages. Il est toutefois possible de rompre un contrat ou une convention avant son terme si la personne concernée reçoit une offre d'embauche en CDI, si elle est reconnue inapte par la médecine du travail, en cas de faute grave de l'employeur ou en cas de force majeure.

## Qualification juridique de la démission

### Conditions de forme et de fond en matière de démission

#### Définition jurisprudentielle
La qualification juridique d'une démission et son régime juridique, c'est-à-dire ses conséquences juridiques, découlent, en France, du pouvoir créateur des juges du fond, plus précisément celui de la Chambre sociale de la Cour de Cassation.
Le salarié est libre de rompre unilatéralement son contrat de travail à durée indéterminée, et de mettre fin à la subordination juridique à laquelle il s'est soumis. Toutefois, l'article L. 1237-2 du Code du travail dispose que la démission abusive du salarié ouvre droit à l'indemnisation de l'employeur sur deux fondements : une indemnité correspondant au préavis conventionnel non effectué, et une indemnité pour brusque rupture. Cependant, l'indemnité pour brusque rupture suppose un abus manifeste ou une intention de nuire du salarié.
Par ailleurs, les clauses de dédit-formation insérées dans le contrat de travail peuvent limiter la liberté du salarié de démissionner. Ces clauses imposent au salarié de rembourser les frais exposés par l'employeur pour assurer sa formation, s'il devait démissionner avant une date certaine. La jurisprudence admet la licéité des clauses de dédit-formation à trois conditions :
- l'employeur doit justifier avoir été exposé à des frais réels c'est-à-dire au-delà des dépenses imposées par la loi ou les conventions collectives,
- le montant de l'indemnité doit être proportionné aux frais engagés,
- la clause ne doit pas avoir pour effet de priver le salarié de sa liberté de démissionner.

#### Conditions de forme de la démission

##### Principe
La démission du salarié n'est soumise à aucune condition de forme, mais à plusieurs conditions de fond essentielles à sa qualification. L'absence de tout ou partie de ces conditions fait encourir, pour l'employeur, le risque d'une requalification de ladite démission.

##### Absence de formalisme
Le Code du Travail ne définit pas la démission et ne prévoit donc aucune condition de forme. Elle peut donc être verbale ou écrite, voire résulter d'un comportement non équivoque du salarié. Toutefois, pour éviter les contestations sur l'intention même de démissionner ou sur la date de la fin du contrat de travail, il est préférable pour le salarié de remettre sa démission par écrit (si possible par lettre recommandée avec avis de réception).
En revanche, le formalisme de la démission peut résulter de droits et obligations inscrits dans le contrat de travail, parfois imposés par la loi pour le travail relatif à l'exercice de certaines charges obligatoires (que ce soit dans l'administration publique, dans les sociétés privées concessionnaires ou délégataires d'une mission de service public, ou dans celles qui fournissent un service devenu d'utilité publique car sans concurrence saine et suffisante, voire en situation de monopole sur un segment de population assez large dans un territoire bien défini, et qui sont soumises à une réglementation spécifique à leur activité).

#### Conditions de fond de la démission

##### Volonté claire et non équivoque du salarié
La démission est définie par la Chambre sociale de la Cour de Cassation comme "un acte unilatéral par lequel le salarié manifeste de façon claire et non équivoque sa volonté de rompre le contrat de travail." Ainsi, quelle que soit sa forme, la démission ne se présume pas et ne peut résulter que d'un "acte clair" du type "(...) Objet : démission / Monsieur le directeur, je vous informe que je démissionne ce jour. J'effectuerai mon préavis contractuel de X jours (...)" et "non équivoque" c'est-à-dire exempte de toute forme de contrainte directe ou indirecte. Le salarié qui exprime les motifs pour lesquels il est tenu de démissionner (non-paiement de salaire même partiellement, mise en danger, pressions subies au travail etc.), pourra en solliciter ultérieurement la requalification devant le bureau de jugement du Conseil des prud'hommes sous 1 mois à compter du dépôt du formulaire de Requête introductive dûment complété.
En outre, la volonté du salarié de rompre unilatéralement son contrat de travail doit être sérieuse. Ce critère exclut notamment les démissions décidées dans un mouvement d'humeur et rapidement rétractées.
En pratique, les juges écartent la qualification de démission chaque fois que la volonté du salarié est équivoque. Ainsi, la démission ne doit pas avoir été déduite par l'employeur du comportement du salarié ». L'appréciation des juges du fond est souveraine. Il a ainsi été considéré que l'absence du salarié pendant 15 jours à la suite d'un abandon de poste traduisait une « volonté non équivoque de démissionner ».
Toutefois, en règle générale, la démission du salarié ne peut se déduire uniquement de l'absence injustifiée du salarié, du refus de continuer ou de reprendre le travail, ou encore de l'abandon de poste. En revanche, ces comportements sont susceptibles de constituer des fautes pouvant justifier un licenciement pour motif personnel.

## Régime juridique applicable à la démission

### Obligations du salarié
Contrairement à la prise d'acte, le salarié démissionnaire est tenu d'effectuer un préavis. À défaut, il s'expose au remboursement du montant Brut de rémunération correspondant à son absence.
En cas d'arrêt de travail (simple ou accident du travail/maladie professionnelle), la durée de ce préavis s'écoule normalement, sans obligation pour le salarié de reprendre son poste pour l'effectuer physiquement…

### Obligations de l'employeur
L'employeur est tenu de payer le salaire jusqu'au terme du préavis dès lors qu'il est régulièrement effectué par le salarié.
L'employeur a l'obligation légale de délivrer au salarié les documents sociaux suivants : certificat de travail, reçu pour solde de tout compte, attestation Pôle emploi, solde des sommes restant dus par tous moyens (notamment les congés payés non soldés).

### Démission et chômage
Au contraire du licenciement ou de la rupture conventionnelle, la démission n'ouvre pas droit, sauf conditions spécifiques liées notamment à l'éloignement géographique pour rejoindre un conjoint, au bénéfice de l'allocation au retour à l'emploi (ARE).

## Risques judiciaires et pouvoirs du juge

### Cas de requalification en licenciement
Lorsque le départ volontaire du salarié résulte des fautes commises par l'employeur dans l'exécution du contrat, la démission s'analyse comme une prise d'acte de la rupture imputable à l'employeur, requalifiée en licenciement par la jurisprudence. Une telle requalification est encourue, lorsque la démission du salarié résulte de l'absence de paiement totale ou partielle du salaire, de l'obligation faite par l'employeur de travailler dans des conditions dangereuses, ou d'une modification unilatérale du contrat de travail imposée par l'employeur.
Plus généralement, la requalification de la démission en licenciement est encourue, lorsqu'un salarié est contraint par son employeur à écrire une lettre de démission, ou lorsque l'exercice de l'activité contractuelle d'un salarié est rendu impossible par l'animosité coupable, et par divers procédés et manœuvres de l'employeur. Le licenciement est sans cause réelle et sérieuse dès lors que l’employeur, qui ne s’est prévalu que d’une démission ou d’une absence, n’a pas énoncé de motifs de licenciement.

### Conséquences d'une requalification judiciaire
L'absence d'un ou de plusieurs des critères jurisprudentiels susvisés fait encourir pour l'employeur un risque financier lié à la requalification de la démission en licenciement avec toutes conséquences de droits comme notamment le paiement de dommages et intérêts et d'une indemnité de licenciement sans cause réelle et sérieuse. Il n'est pas exclu également que le salarié demande sa réintégration.